# Epigelasma befasy
Epigelasma befasy är en fjärilsart som beskrevs av Pierre E.L. Viette 1981. Epigelasma befasy ingår i släktet Epigelasma och familjen mätare. Inga underarter finns listade i Catalogue of Life.